# 韓氏 (趙武靈王)
韓夫人（?—?），是中国战国时期赵国国君赵武灵王（諡號，生前拒絕稱王）的元配。
韓夫人本来是韩国王族女子，前321年（赵武灵王五年），嫁给赵武灵王。生嫡長子赵章，不久后韓夫人去世。赵武灵王又娶吴娃（吳孟姚）為繼室，生子赵何，即赵惠文王。《列女传》作吴娃陷害韓夫人“有淫意”致其被废而取而代之。